# Hiệp ước Polyanovka
Hiệp ước Polyanovka (tiếng Ba Lan: Polanów, còn được gọi là Hòa ước Polyanovka/Polanów) là một hòa ước được ký vào ngày 14 tháng 6 năm 1634 giữa Liên bang Ba Lan và Lietuva và Sa quốc Nga tại làng Semlevo nằm gần sông Polyanovka giữa Vyazma và Dorogobuzh.
Hiệp định được ký kết sau Chiến tranh Smolensk. Các cuộc đàm phán bắt đầu vào ngày 30 tháng 4 sau thất bại trong cuộc vây hãm Belaya của Ba Lan-Litva. Nhìn chung, thỏa thuận đã xác nhận hiện trạng trước chiến tranh, với việc chính phủ Sa hoàng Mikhail I của Nga phải trả một khoản bồi thường chiến tranh lớn (20.000 ruble bằng vàng) cho Władysław IV Vasa để ông này đồng ý từ bỏ yêu sách của mình đối với ngai vàng Nga và trả lại phù hiệu hoàng gia cho Nga. Władysław, mặc dù chiếm thế thượng phong nhưng đang cố gắng đưa Nga vào liên minh chống Thụy Điển; do đó, để thể hiện thiện chí, ông đã đồng ý trao cho người Nga thị trấn biên giới Serpeysk và các vùng lãnh thổ lân cận. Tuy nhiên, liên minh này đã không bao giờ thành công vì Sejm Liên bang Ba Lan và Lietuva không muốn chiến tranh với Thụy Điển sau Hiệp ước Stuhmsdorf, và người Nga không thấy được lợi ích gì trong một liên minh như vậy. Các bên cũng đạt được thỏa thuận về trao đổi tù nhân và hiệp ước thương mại.
Hiệp ước đã chấm dứt chuỗi chiến tranh gần như không gián đoạn giữa Liên bang và các nước láng giềng đã diễn ra từ đầu thế kỷ XVII.